# João de Melo, arcebispo de Évora
D. João de Melo ou João de Melo e Castro (c. 1521 - Évora, 6 de agosto de 1574) foi um clérigo português do século XVI, bispo de Silves e depois arcebispo de Évora.

## Biografia
Era filho Pedro de Castro, Alcaide Mor do Castelo de Melgaço e de sua mulher, D. Brites de Melo. Neto paterno de Fernão de Castro, alcaide-mor de Melgaço, com D. Joana de Azevedo (neta paterna dos 1ᵒˢ senhores de São João de Rei); neto materno de João de Melo, alcaide-mor de Setúbal e comendador de Casével, com Leonor de Sequeira.
Não deve ser confundido com seu homónimo D. João de Melo, irmão do 1.º Conde de Olivença, que foi bispo de Silves de 1467 a 1480. 
Ingressou cedo na carreira clerical e veio a doutorar-se em Cânones na Faculdade de Cânones da Universidade de Salamanca, em Espanha. D. João de Melo foi sempre muito estimado pelos prelados de Évora, nomeadamente os Cardeais Infantes D. Afonso e D. Henrique. Graças às suas intervenções, foi nomeado Bispo do Algarve, em Silves, em 1549. Em 1564, uma vez obrigado a deixar a arquidiocese de Évora, por ter de assumir a regência em Lisboa (na menoridade do Rei D. Sebastião, seu sobrinho), o Cardeal D. Henrique escolheu D. João de Melo para lhe suceder no arcebispado.
Foi também Presidente do Desembargo do Paço.
O Arcebispo D. João de Melo reuniu sínodos diocesanos em 1565 e 1569, essencialmente para aplicar à sua arquidiocese os trâmites do Concílio de Trento.